# Nicolau Eimeric
Nicolau Eimeric (Girona, 1320 - Girona, 4 de gener de 1399) fou un teòleg catòlic i inquisidor general de la Inquisició de la Corona d'Aragó durant la segona meitat del segle xiv.

## Biografia

### Estudis
Entrà al Convent de Sant Domènec (Girona) el 4 d'agost de 1334. Allí, durant el noviciat, fou instruït pel frare Dalmau Moner. A fi de completar els seus estudis, es traslladà a Tolosa i després a París, on obtingué el doctorat el 1352. Després tornà a Girona, on substituí a Dalmau Moner com a professor de teologia.

### Primer nomenament com a Inquisidor General
El 1356 Eimeric va substituir Nicolau Rossell com a Inquisidor General d'Aragó, ja que Rossell havia estat nomenat cardenal. Un any després d'obtenir el càrrec, Eimeric va obtenir el càrrec honorífic de capellà del papa, com a reconeixement per la seva diligència perseguint heretges i blasfems. Tanmateix, la seva actuació com a Inquisidor General l'enfrontà amb el rei Pere el Cerimoniós. Aquest influí per tal que Eimeric fos deposat del càrrec el 1360 pel capítol general de Perpinyà, per la seva implicació en el procés contra el beguí Nicolau de Calàbria. El 1362 fou nomenat vicari general del seu orde i elegit provincial. Aquesta elecció fou contestada pel sacerdot Bernat Ermengaudi, que, a més de tenir una llarga disputa amb Eimeric, estava recolzat políticament per Pere el Cerimoniós. L'elecció d'Eimeric fou finalment invalidada pel papa Urbà V.

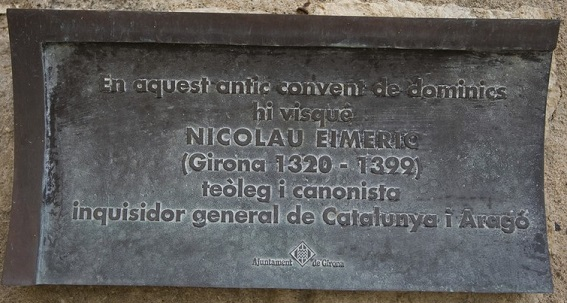
Placa en record de Nicolau Eimeric al convent de Sant Domènec de Girona

### Segon nomenament com a Inquisidor General
El 1366 tornà al càrrec d'Inquisidor General i emprengué l'atac contra les obres de Ramon Llull i els lul·listes, cosa que l'enfrontà encara més amb Pere III. Aquest li prohibí predicar a la ciutat de Barcelona. Eimeric desobeí l'ordre i recolzà la revolta de la diòcesi de Tarragona contra el monarca.

### Exili a la cort papal d'Avinyó
La seva actitud li valgué l'exili per part del rei, i es retirà a la cort papal d'Avinyó. Fou allí on completà la seva obra més famosa, el Directorium Inquisitorum (Manual de l'inquisidor). El 1377 acompanyà Gregori XI a Roma, on es va estar fins a la mort del papa el 1378. En el cisma d'Occident, que s'esdevingué a la mort de Gregori XI, Eimeric restà de la part de l'antipapa Climent VII i tornà a Avinyó el 1378. Allí entrà en conflicte amb Vicent Ferrer en considerar que aquest havia començat a simpatitzar amb el papa Urbà VI, l'opositor de Climent VII.

### Retorn a la Corona d'Aragó
El 1381 retornà a la Corona d'Aragó, on Bernat Ermengaudi havia assumit les funcions d'inquisidor general, la qual cosa no fou reconeguda per Eimeric. El 1383, actuant com a inquisidor general, notificà als habitants de Barcelona que havia prohibit les obres de Ramon Llull, fet que provocà la ira de Pere el Cerimoniós, que ordenà la mort d'Eimeric, canviada per una nova ordre d'exili per intercessió de la reina Elionor de Sicília. Novament Eimeric ignorà la sentència i es quedà en terres de la Corona d'Aragó, en gran part gràcies al suport del primogènit, qui seria Joan I.
Pere el Cerimoniós morí el 1386 i el succeí Joan I, el Caçador, procliu a Eimeric, que va reconèixer com a inquisidor general. Per tant, Joan I, inicialment, donà suport a la repressió dels lul·listes. Aquesta actitud del rei canvià amb el temps, davant dels excessos d'Eimeric, en especial a València.

### Segon exili i posterior retorn
Expulsat de nou per Joan I el 1393, Eimeric es refugià a Avinyó. Allí es dedicà a defensar la legitimitat de Climent VII com a papa i, a la mort d'aquest, donà suport a Benet XIII. Mort Joan I el 1396 Eimeric, l'any següent, retornà a Girona, on s'està fins a la seva mort el 1399.

## Obra
- Directorium Inquisitorum

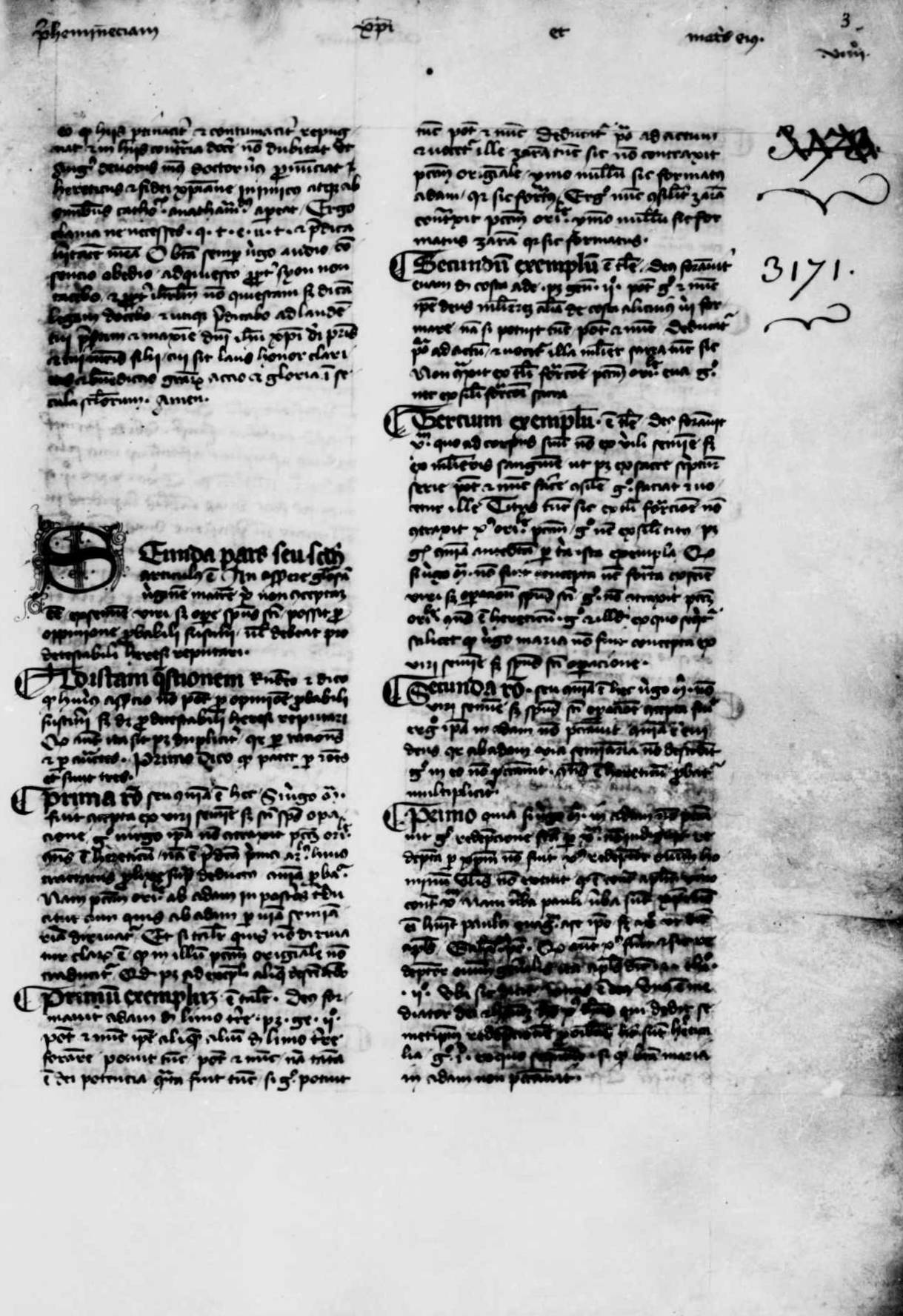
Col·lecció de 13 tractats escrits per Eymerich. Manuscrit, segles XIV-XV. París, Bibliothèque Nationale de France.

- Tractatus contra doctrinam Raymundi Lulli
- Dialogus contra Lullistas (traduïda al català per Jaume de Puig, Diàleg contra els lul·listes; Quaderns Crema, Barcelona 2002; ISBN 8477273685)
- Tractatus de potestate papali (1383)

## Personatge literari
La figura històrica ha inspirat al protagonista d'una sèrie de novel·les de l'escriptor italià Valerio Evangelisti, que han tingut també adaptació al còmic. També apareix a les novel·les L'església del mar, d'Ildefonso Falcones, Jo confesso, de Jaume Cabré, La bruixa de pedra, de Miquel Fañanàs i del mateix autor n'és protagonista a El gran inquisidor.
Una de les seues obres, el Directorium Inquisitorium, apareix citada pel narrador de La caiguda de la Casa d'Usher, d'Edgar Allan Poe.